# Ommo Clark
Ommo Clark là một nhà thiết kế phần mềm, CEO và giám đốc sáng lập của iBez Nigeria. iBez Nigeria là một công ty công nghệ bản địa phục vụ nhu cầu của các doanh nghiệp tại các thị trường mới nổi và thiếu quan tâm bằng cách phát triển các ứng dụng phần mềm và nền tảng trực tuyến và cũng như đào tạo các nhà phát triển phần mềm về các quy trình phát triển phần mềm.

## Giáo dục
Clark là cựu sinh viên của Đại học London Guildhall Vương quốc Anh với bằng cử nhân (Hons) về Quản trị kinh doanh. Cô cũng có bằng Thạc sĩ về Hệ thống Thông tin của Đại học Brunel Vương quốc Anh.

## Nghề nghiệp
Ommo đã có một sự nghiệp ngắn ngủi trong phát triển quốc tế, sau đó cô làm cố vấn hỗ trợ ứng dụng cho Real Asset Management UK. Vài năm sau, cô gia nhập ngân hàng đầu tư, Lehman Brothers UK và làm trưởng nhóm trong bộ phận vốn thế chấp. Bốn năm sau, cô gia nhập Ngân hàng Đầu tư Iceland Vương quốc Anh sau khi rời Lehman Brothers, nơi cô làm quản lý dự án CNTT. Năm 2008, cô trở về Nigeria và làm việc với một công ty giải pháp phần mềm với tư cách là người đứng đầu phân phối và hỗ trợ dự án. Cô gia nhập Công ty Phát triển Quốc tế với tư cách là Giám đốc Điều hành (COO) vào năm 2012.
Năm 2013, Ommo quyết định thành lập iBez Nigeria, công ty công nghệ bản địa của riêng mình, để quảng bá và giới thiệu các ứng dụng phần mềm được phát triển tại địa phương. Các sản phẩm được tạo bởi iBez bao gồm:
- Handy-Jacks, một thư mục trực tuyến của các nghệ nhân bảo trì và sửa chữa để giới thiệu bởi chủ nhà và doanh nghiệp
- Chương trình tích hợp mạng trường học (SNIP)
- Hệ thống thông tin quản lý dự án (PMIS)
- Giải pháp khách sạn Motel
- Hãy chia sẻ
- Trao đổi BBP [4]

Ommo bắt đầu các sáng kiến kinh doanh CNTT của mình từ máy tính xách tay.